# 葛利斯12
葛利斯12（GJ 12）是一颗紅矮星，距離地球39.7光年（12.2秒差距） ，位于双鱼座。它的质量约为太阳的24%，半径约为太阳的26%，温度约为3,296 K（3,023 °C；5,473 °F） 。它是一颗不活跃的恒星，拥有一颗已知的系外行星。

## 行星系統
2024年5月，凌日系外行星葛利斯12 b由TESS发现，並发表了两项独立研究，证实它是一颗行星。葛利斯12 b的大小与地球和金星相似，每12.8天绕其恒星运行一周。它的质量目前尚不清楚，但已知其质量不到地球质量的4倍。
葛利斯12 b与TRAPPIST-1的行星，都是已知距离地球最近，且相对温和的凌日系外行星之一，有希望透過詹姆斯·韦伯太空望远镜确定其是否保留了大气层。葛利斯12 b的轨道與其恒星適居帶的内缘距離很近，其日照量介于地球和金星之间。假设反照率为零，其平衡温度为315 K（42 °C；107 °F）  ；如果它有大气层，表面温度則会高于这个数字。
| 成員 (依恆星距離) | 质量     | 半長軸 (AU)   | 轨道周期 (天) | 離心率 | 傾角                 | 半径                  |
| ----------------- | -------- | ------------- | ------------- | ------ | -------------------- | --------------------- |
| b                 | <3.87 M⊕ | 0.0668±0.0024 | 12.761408(50) | <0.50  | 89.194+0.059 −0.052° | 0.958+0.046 −0.048 R⊕ |